# Suffolk County, New York
Suffolk County är ett administrativt område som omfattar den östra halvan av ön Long Island i delstaten New York, USA, med 1 493 350 invånare. Den administrativa huvudorten (county seat) är Riverhead. Countyt tillhör östra delen av New Yorks storstadsregion och är bland annat känt för badorterna The Hamptons med sina exklusiva sommarhus.

## Geografi
Enligt United States Census Bureau har countyt en total area på 6 146 km². 2 362 km² av den arean är land och 3 784 km² är vatten. 

### Angränsande countyn
- Nassau County, New York - väst
- Fairfield County, Connecticut - nordväst
- New Haven County, Connecticut - nord
- Middlesex County, Connecticut - nord
- New London County, Connecticut - nord
- Washington County, Rhode Island - nordöst